# Christian Wenster den äldre
Christian Wenster, född 1704, död 1779, var en svensk organist.
Christian Wensters far, även han med namnet Christian Wenster, invandrade i slutet av 1600-talet från Republiken Förenade Nederländerna till Sverige och var musikunderofficer och oboist ("hautboist") i Landskrona. Sonen inledde sin musikerbana i Lunds domkyrka och flyttade till Kristianstad omkring 1730 där han var organist i Heliga Trefaldighets kyrka till 1739. Från Kristianstad flyttade han till S:t Petri kyrka i Ystad där han efterträdde Baltzar Knölcke som utsetts till domkyrkoorganist i Linköping 1739. Två år senare flyttade Wenster vidare till Karlshamn där han efterträdde organisten Gottfried Lindemann.
Christian Wenster samlade på musikalier av samtidens tonsättare. Samlingen gick i arv till sonen Christian Wenster den yngre och sedermera till dennes son Emanuel Wenster som i sin tur donerade den till Lunds universitet. Samlingen innehåller musik av bland andra Johann Adolph Hasse, Johann Christoph Pepusch, Johann Gottlieb Graun, Christian Ludwig Boxberg och Gottfried Lindemann, samt några rariteter av Dieterich Buxtehude.